# 대한민국 형사소송법 제334조
대한민국 형사소송법 제334조는 재산형의 가납판결에 대한 형사소송법의 조문이다.

## 조문
제334조(재산형의 가납판결) ① 법원은 벌금, 과료 또는 추징의 선고를 하는 경우에 판결의 확정 후에는 집행할 수 없거나 집행하기 곤란할 염려가 있다고 인정한 때에는 직권 또는 검사의 청구에 의하여 피고인에게 벌금, 과료 또는 추징에 상당한 금액의 가납을 명할 수 있다.
②전항의 재판은 형의 선고와 동시에 판결로써 선고하여야 한다.
③전항의 판결은 즉시로 집행할 수 있다.

第334條(財産刑의 假納判決) ① 法院은 罰金, 科料 또는 追徵의 宣告를 하는 境遇에 判決의 確定 後에는 執行할 수 없거나 執行하기 困難할 念慮가 있다고 認定한 때에는 職權 또는 檢事의 請求에 依하여 被告人에게 罰金, 科料 또는 追徵에 相當한 金額의 假納을 命할 수 있다.
②前項의 裁判은 刑의 宣告와 同時에 判決로써 宣告하여야 한다.
③前項의 判決은 卽時로 執行할 수 있다.

## 참고 문헌
- 손동권 신이철, 새로운 형사소송법(초판, 2013), 세창, 2013. ISBN 9788984114081

## 같이 보기
- 재산형